# Баскалци
Баска̀лци е село в Югозападна България. То се намира в община Петрич, област Благоевград.

## География
Село Баскалци се намира в планински район.

## История
Всички местни християни са под ведомството на Българската екзархия. По данни на секретаря на Екзархията Димитър Мишев („La Macédoine et sa Population Chrétienne“) в 1905 година в Баскалци (Baskallzi) има 136 българи екзархисти.
До 1947 година Баскалци е махала на бившето сборно село Игуменец.
По време на комунизма в селището се доставя хляб (могло е и семействата сами да си правят хляба), вестници, има пощенска служба, медицински пункт, училище, събиращо децата от Кукурахцево, Баскалци и Чурилово.
След промените от 1989 г. селището замира и от над 200 жители през 1989 г. остават не повече от 60 души, над половината от които са хора над 75 години.
През 2015 година селата Баскалци, Чурилово и Кукурахцево са обединени под едно кметство с център в Кукурахцево.

## Население

### Етнически състав
Преброяване на населението през 2011 г.
Численост и дял на етническите групи според преброяването на населението през 2011 г.:
|                     | Численост |
| Общо                | 82        |
| Българи             | 82        |
| Турци               | -         |
| Цигани              | -         |
| Други               | -         |
| Не се самоопределят | -         |
| Неотговорили        | -         |

## Личности
Родени в Баскалци
- Георги Константинов, български революционер от ВМОРО, четник на Йордан Спасов[4]
- Иван Попгеоргиев (1875 – ?), български революционер